# Cherven Peak
Cherven Peak är en bergstopp i Antarktis. Den ligger i Sydshetlandsöarna. Argentina, Chile och Storbritannien gör anspråk på området. Toppen på Cherven Peak är 220 meter över havet.
Terrängen runt Cherven Peak är mycket platt. Trakten är obefolkad. Det finns inga samhällen i närheten. 